# Охотники за привидениями 2
«Охо́тники за привиде́ниями 2» (англ. Ghostbusters II) — научно-фантастическая комедия 1989 года, снятая режиссёром Айваном Райтманом по сценарию Дэна Эйкройда и Гарольда Рамиса. Главные роли сыграли Билл Мюррей, Дэн Эйкройд, Сигурни Уивер, Гарольд Рамис и Рик Моранис. Продолжение фильма «Охотники за привидениями» и вторая часть франшизы. Спустя пять лет после событий первого фильма Охотникам за привидениями предъявляют иск, в результате чего они теряют работу. Когда появляется новая паранормальная угроза, Охотники за привидениями воссоединяются, чтобы сразиться и спасти мир.
После успеха оригинального фильма Columbia Pictures заинтересовалась в съёмках сиквела и пыталась преодолеть возражения со стороны основных актёров. Как и в случае с первой экранизацией, Эйкройд и Рамис вместе написали сценарий. Съёмки проводились с ноября 1988 года по март 1989 года в Нью-Йорке и Лос-Анджелесе. «Охотники за привидениями 2» вышли в прокат 16 июня 1989 года и получили негативные отзывы критиков. Они отрицательно восприняли киноленту как копию оригинала, но положительно отозвались об актёрской игре Питера Макникола.

## Сюжет
После спасения Нью-Йорка от полубога Гозера Охотникам за привидениями предъявляют иск за причинение материального ущерба и лишают возможности исследовать сверхъестественное, заставляя их бросить дело. Пять лет спустя Рей Стенц владеет книжным оккультным магазином и работает детским конферансье вместе с Уинстоном Зэддмором, Игон Спенглер работает в лаборатории, проводящей опыты с человеческими эмоциями, а Питер Венкман ведёт шоу про экстрасенсов. У бывшей девушки Питера, Даны Баррет, работающей в художественном музее, есть сын Оскар от бывшего мужа.
В художественном музее находится артефакт, обладающий огромной сверхъестественной силой — портрет Виго Карпатского, тирана XVI века, в которую был заточён его дух. Виго подчиняет себе босса Даны Яноша Поха, от которого требует найти младенца, в тело которого мог бы вселиться. Янош, влюблённый в Дану, обещает отдать Виго Оскара, за что просит себе Дану. Вокруг Даны начинают происходить странные вещи. После того как невидимая сила переносит коляску Оскара на оживлённый перекресток, Дана обращается к охотникам за помощью.
Под перекрестком, на который коляска Оскара была перенесена сверхъестественной силой, охотники находят реку слизи, заполнившую заброшенную линию подземного метро. При исследовании образца слизи, она нападает на Рея, что в итоге вызывает отключение электроэнергии во всем городе. Охотников арестовывают и обвиняют в расследовании сверхъестественного. В зале суда слизь, взятая в качестве доказательства, реагирует на вспышку гнева судьи и высвобождает двух призраков умерших заключённых. Охотники ловят этих призраков в обмен на отмену судебного преследования.
Слизь вторгается в квартиру Даны и атакует её и Оскара. Дана с сыном ищет убежища у Питера и их отношения возобновляются. Охотники выясняют, что слизь реагирует на отрицательные эмоции и подозревают, что она появилась от негативного поведения жителей Нью-Йорка. Также Охотники узнают, что река слизи течёт в музей. Охотники за привидениями идут к мэру с их подозрениями, но помощник мэра Джек Хэрдмейер упекает их в психиатрическую больницу, чтобы они не докучали мэру. Призрак, похожий на Яноша, похищает Оскара из квартиры Питера, Дана преследует их до музея. После того, как она входит в здание, музей покрывается непроницаемым слоем из слизи.
В канун Нового Года слизь поднимается на улицы, вызывая множественные случаи паранормальной активности. Мэр увольняет Хэрдмейера и выпускает охотников из больницы. Решив, что им нужен позитивный символ, чтобы собрать положительные эмоции жителей Нью-Йорка и тем самым ослабить слизь, Охотники используют позитивно заряженную слизь, чтобы оживить Статую Свободы, и проводят её по улицам перед ликующей толпой. Слой слизи вокруг музея  под влиянием положительных эмоций отступает и Охотники при помощи Статуи Свободы проникают в здание.
В музее Виго готовится к ритуалу вселения в тело Оскара. Охотникам удаётся нейтрализовать Яноша с помощью позитивно заряженной слизи, но Виго обездвиживает их. Он пытается вселиться в Оскара, но хор жителей Нью-Йорка, поющий «Auld Lang Syne» снаружи музея, ослабляет Виго и помогает Охотникам освободиться. В ходе схватки Охотники уничтожают Виго. На выходе из музея Охотников встречают ликующие жители, а мэр вручает им почётный ключ от города.

## В ролях
- Сигурни Уивер — Дана Баррет
- Билл Мюррей — Питер Венкман
- Дэн Эйкройд — Рэймонд «Рэй» Стэнц
- Гарольд Рэмис — Игон Спенглер
- Эрни Хадсон — Уинстон Зеддмор
- Рик Моранис — Луис Тулли
- Энни Поттс — Джанин Мелниц
- Питер Макникол — доктор Янош Поха
- Норберт "Вильгельм фон Хомбург" Групе — Виго (озвучивает Макс фон Сюдов)
- Том Дуган — полицейский в ресторане
- Джанет Марголин — Киттен
- Курт Фуллер — Джек Хардемайер

## Создание

### Сценарий

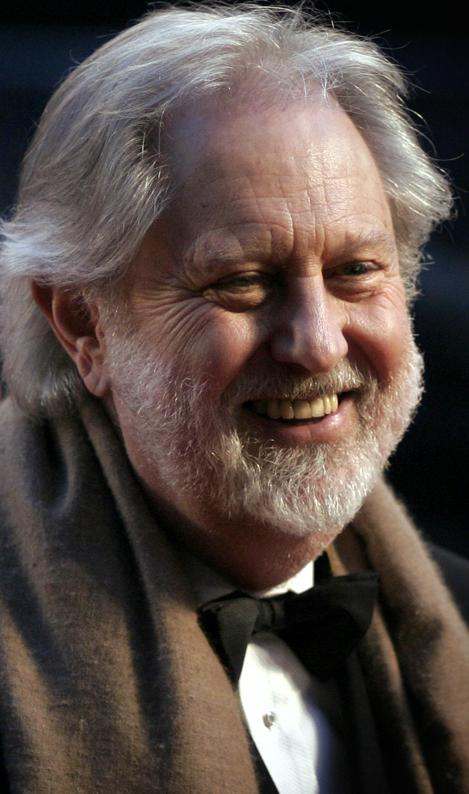
Задержка в производстве «Охотников за привидениями 2» возникла по вине главы компании Columbia Pictures Дэвида Паттнэма, хотя режиссёр Айван Райтман заявлял, что ситуация возникла, скорее всего, по вине основных актёров.

После успеха «Охотников за привидениями» сиквел считался неизбежным, несмотря на то, что картина задумывалась как отдельный проект. Продюсер Дэвид Паттнэм, ставший председателем компании Columbia Pictures в июне 1986 года, не был заинтересован в съёмках высокобюджетного продолжения оригинала, несмотря на его успех. Паттнэм предпочитал снимать низкобюджетные картины, такие как военный фильм «Надежда и слава», получивший признание критиков, и комедия «Ищейки с Бродвея». Айван Райтман отмечал, что задержка в производстве возникла не по вине Паттнэма. По словам режиссёра, задержка произошла из-за того, что исполнители главных ролей не хотели сниматься в продолжении. Спустя два-три года актёры готовились принять участие в съёмках, но Билл Мюррей в это время снимался в комедии «Новая рождественская сказка». Когда у актёра появилось свободное окно в графике, сценарий ещё не был готов.
В апреле 1987 года Паттнэм объявил, что производство «Охотников за привидениями 2» начнётся в ноябре этого года, не поставив в известность Райтмана, которому до сих пор не прислали завершённую копию сценария. В сентябре Паттнэм был отстранён от должности. Причиной увольнения стало нежелание продюсера работать с Мюрреем и его агентом по поиску талантов Майклом Овитцем. Паттнэм публично критиковал Мюррея за то, что актёр зарабатывает миллионы долларов в Голливуде, не отдавая ничего взамен.
Продюсер Доун Стил сменила Паттнэма на посту президента Columbia Pictures. Как только Стил заняла должность, корпоративные боссы чётко дали понять, что запуск сиквела в производство является одним из главных приоритетов студии. После «Охотников за привидениями» Columbia Pictures пережила череду кассовых провалов, а «Охотники за привидениями 2» рассматривались как лучший способ обратить судьбу вспять. В ноябре 1987 года старт съёмок был запланирован на лето следующего года. В то же время Мюррей, как сообщалось, рассчитывал на гонорар в размере 10 миллионов долларов за роль в сиквеле, а его коллеги по фильму потребовали такую же сумму.
Основным препятствием были разногласия, которые возникли между актёрами во время съёмок «Охотников за привидениями». В марте 1988 года Майкл Овитц организовал частный обед в ресторане «Джимми» в Беверли-Хиллз. На мероприятии присутствовали Мюррей, Дэн Эйкройд, Гарольд Рамис, Райтман, глава по деловым вопросам CAA Рэй Куртцман и сам Овитц. Высказывались опасения, смогут ли актёры сняться в сиквеле, так как Мюррей долго не появлялся в фильмах, а Эйкройд потерпел серию неудач в кино. Во время обеда актёры повеселились и решили вновь поработать вместе.
После месяцев переговоров Райтман, Мюррей, Эйкройд и Рамис согласились на минимальный гонорар в обмен на процент от кассовых сборов. В результате чего бюджет картины сократился с 50 миллионов долларов до 30. Затем фильм был запущен в производство, старт съёмок был запланирован на лето 1988 года, а премьера на лето следующего года. К работе над сиквелом вернулись Майкл С. Гросс и Джо Медьяк, каждого из которых повысили до статуса продюсера. Майкл Чапман сменил Ласло Ковача на посту оператора, а Джон Декуир уступил должность художника-постановщика Бо Уэлшу.

### Актёры

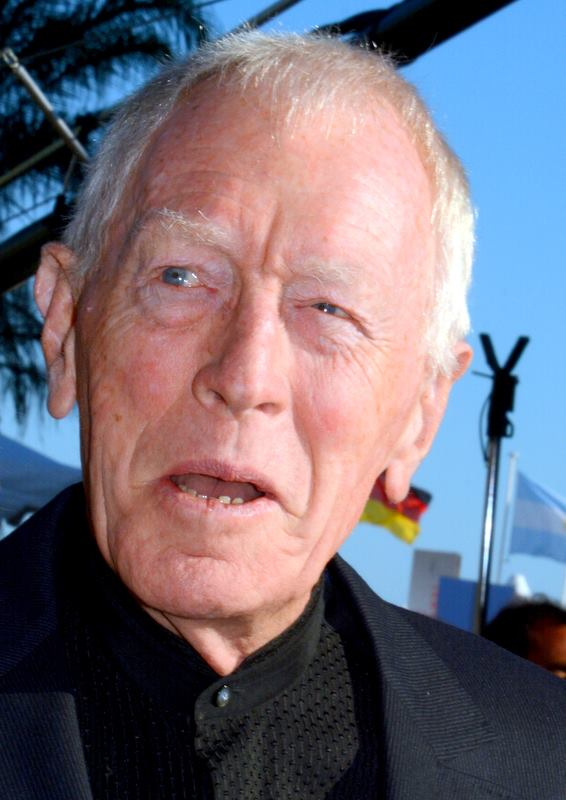
Макс фон Сюдов озвучил Виго Карпатского.

Согласно ранним сообщениям СМИ, Паттнэм намеревался заменить основной актёрский состав низкооплачиваемыми актёрами, в частности, из-за своего пренебрежительного отношения к Мюррею. Позже в 1987 году в интервью Паттнэм опроверг информацию и сказал, что никогда не хотел менять актёров.
«Охотники за привидениями 2» должны были стать первым сиквелом, который снял Райтман. Он беспокоился, что сможет порадовать зрителей, не прибегая к сложным спецэффектам. Рамис боялся возвращаться во франшизу из-за ошеломляющего успеха «Охотников за привидениями». Мюррей тоже воздержался. После выхода предыдущего фильма он оставил профессию актёра на четыре года. Билл описал успех «Охотников за привидениями» как явление, которое навсегда бы осталось его крупнейшим достижением, и назвал себя «токсичным» после провала драмы «Острие бритвы», в которой Мюррей сыграл главную роль. Билл перестал сниматься в фильмах до тех пор, пока не согласился поучаствовать в комедии «Новая рождественская сказка». Кроме того, Мюррей пренебрежительно относился к сиквелам, заявляя, что их снимают по деловым соображениям. Но позже актёр передумал и согласился принять участие, так как, по его словам, первые «Охотники за привидениями» были самыми интересными из всего, что было у создателей фильма.
Изначально персонаж Янош Пох (в исполнении Питера Макникола) был натуралом, и звали его Джейсон. Макникол признавался, что героя мог сыграть кто угодно. На пробах актёр рассказал предысторию Яноша, в которой он — карпатец. Акцент персонажа Питер перенял у своего друга из Чехии. Макникол хотел носить чёрный парик группы The Beatles, но идея была отвергнута, так как у многих актёров были тёмные волосы. Акцент Яноша был навеян актрисой Мерил Стрип, которая снялась в фильме «Выбор Софи».
Виго сыграл американский боксер и рестлер немецкого происхождения Норберт Групе, выступавший на ринге под псевдонимами "Принц" (the Prince) и "Вильгельм фон Хомбург". Эта роль стала его единственной заметной ролью в кино.
Макс фон Сюдов озвучил Виго, при этом все реплики актёр записал за один день. Юджин Леви был утверждён на роль Шермана — двоюродного брата Луиса, сотрудника психиатрической клиники, в которой он держал Охотников за привидениями. Первоначально была сцена, в которой Шерман вызволил Охотников из клиники, но её вырезали.

### Съёмки

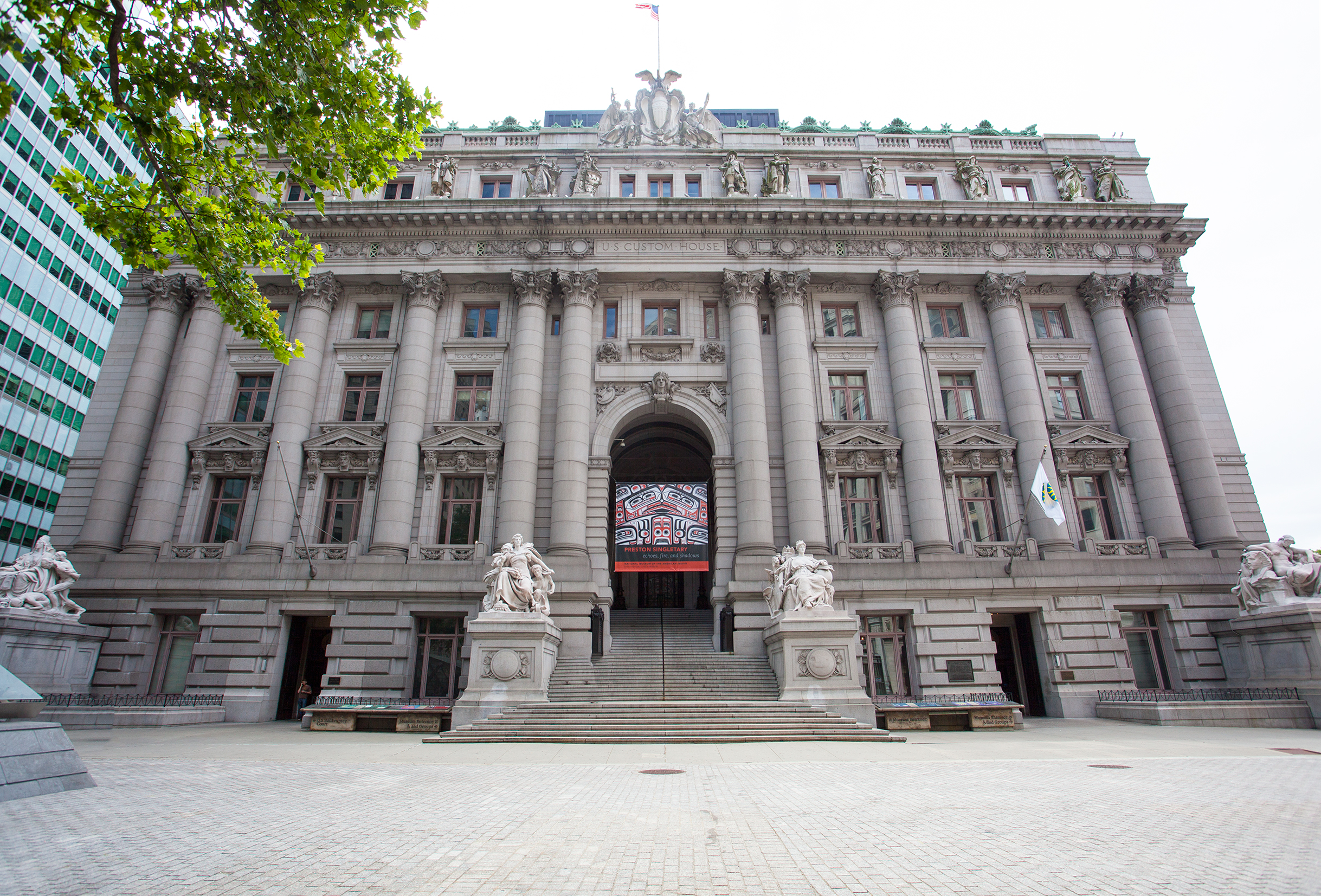
Здание таможни Александра Гамильтона выступило в роли манхэттенского музея искусств.

Райтман приступил к работе над «Охотниками за привидениями 2» почти сразу после окончания съёмок комедии «Близнецы». Производство картины началось 28 ноября 1988 года в Нью-Йорке. Съёмки в Нью-Йорке проходили около двух недель на натуре.
Власти Нью-Йорка благосклонно отнеслись к проекту и даже разрешили съёмочной группе снимать сцены на Второй авеню Манхэттена в тот период, когда сорок кварталов были закрыты в связи с приездом председателя Президиума Верховного Совета СССР Михаила Горбачёва. Среди других съёмочных локаций были Статуя Свободы, пожарная станция в Трайбеке, причём последняя воссоздала внешний вид штаб-квартиры Охотников за привидениями.
Экстерьер манхэттенского музея искусств, где располагалась картина Виго, снимался в здании таможни Александра Гамильтона. Сцена появления героев Эйкройда, Рамиса и Хадсона из канализационного люка, покрытого слизью, была отснята у входа в здание. Пока Рамис писал сцену, съёмочная группа искала канализационный люк, но единственным имеющимся вариантом была телефонная канализация. Перед тем как актёры спускались в яму, их покрыли слизью. Сочетание заморозки и жидкой слизи стало крайне неприятным для актёров. Эпизод, в котором Охотники осматривают перекрёсток, где сверхъестественная сила переносит детскую коляску Оскара, снимался на Первой авеню.
В конце декабря 1988 года съёмочная группа переехала в Лос-Анджелес. Интерьеры штаб-квартиры «Охотников за привидениями» снимались в пожарной станции №23. В качестве особняка Грейси, где Охотники встретились с мэром города, использовался особняк Грейстоуна. Сцена, в которой Охотники роют яму, чтобы найти реку слизи, была отснята в центре Лос-Анджелеса. Съёмка эпизода, в котором норковая шуба оживает и убегает, проводилась на улице Лос-Анджелеса. Изначально сцена была написана для первого фильма, затем было решено её использовать для «Охотников за привидениями 2». Съёмки официально были завершены 7 марта 1989 года. Главные герои зачастую курили в первом фильме. За прошедшие годы в обществе прошли перемены, поэтому во втором фильме никто из персонажей не стал курить.

### Постпродакшн
После тестовых показов съёмочная группа осознала, что с фильмом возникли проблемы. Райтман охарактеризовал финальные 15 минут фильма как «недавно умершие ужасной смертью», поэтому за четыре дня он отснял 25-минутную концовку в качестве замены. По результатам тестовых показов выяснилось, что зрителям понравился фильм, однако они отметили, что Виго не представлял серьёзной угрозы для Охотников за привидениями и что их победа над ним оказалась слишком простой. Также фокус-группа полагала, что слизь, Виго и другие призраки имели недостаточную взаимосвязь. Кроме того, зрители не были знакомы с терминами «хорошая» и «плохая» слизь, в результате чего были отсняты сцены, чтобы чётко разъяснить их.
Обширные пересъёмки проводились с марта по апрель 1989 года, за два месяца до премьеры фильма; досъёмка велась на натуре в Нью-Йорке. «Охотники за привидениями 2» должны были выйти 4 июля, в праздник Дня независимости, но после Райтман предложил перенести на 23-е число. Когда продюсеры узнали, что кинокомикс «Бэтмен» выходит в тот же день, было предложено перенести премьеру на 16-е число.

### Музыка
Рей Паркер-младший помог написать обновлённую версию хита «Ghostbusters», который был написан в соавторстве и исполнен хип-хоп группой Run-D.M.C.. Чтобы повторить успех оригинала, продюсер саундтрека Питер Афтерман хотел пригласить Бобби Брауна, который был на пике популярности после успеха хитовых песен. Афтерман обратился к музыкальному лейблу Брауна, MCA Records, с предложением получить выгодные права на саундтрек в обмен на участие Брауна. Бобби согласился при условии, что исполнит эпизодическую роль в фильме. К тому времени съёмки подходили к концу, но Райтман успел написать сцену с участием Брауна в роли портье мэра. В результате получилась песня «On Our Own», написанная Эл Эй Ридом, Бэбифейсом и Дэрилом Симмонсом. В клипе на песню появились в роли камео Иман, Джейн Куртин, Даг Е. Фрэш, Кристофер Рив, Малкольм Форбс, Рик Моранис, Дональд Трамп и Марки и Джоуи Рамон.
Также Браун в одиночку написал и спродюсировал песню «We're Back». Среди песен, вошедших в саундтрек, были «Flip City» от Гленна Фрая, «Spirit» от Дага Е. Фрэша и группы The Get Fresh Crew и «Love is a Cannibal» от Элтона Джона. Композитор Дэнни Эльфман написал композицию под названием «Flesh 'n Blood», но разочаровался тем, что было использовано только четыре такта. Ему казалось, что единственной причиной, по которой эту песню использовали, было намерение поместить её в альбом с саундтреком. Музыку к фильму написал Рэнди Эдельман.

## Прокат
В конце 1980-х годов сиквелы довольно редко появлялись в кино, однако идея медиафраншизы стремительно развивалась после успеха оригинальной трилогии «Звёздных войн». В 1989 году было выпущено множество сиквелов, в частности «Индиана Джонс и последний крестовый поход», «Парень-каратист 3», «Звёздный путь V: Последний рубеж» и «Смертельное оружие 2». Кроме того, в том же году в прокате появились оригинальные хиты, ставшие впоследствии известной классикой, такие как «Дядюшка Бак», «Дорогая, я уменьшил детей», «Когда Гарри встретил Салли» и «Общество мёртвых поэтов». Одним из самых ожидаемых фильмов 1989 года был «Бэтмен», который должен был выйти через неделю после «Охотников за привидениями 2». Незадолго до премьеры фильма исполнительный директор «крупной сети кинотеатров» прогнозировал, что «Охотники за привидениями 2» соберут примерно 150 млн долларов в первый день проката, уступив лишь «Индиане Джонсу и последнему крестовому походу» (225 млн) и «Бэтмену» (175 млн) и опередив «Смертельное оружие 2» (100 млн).
Первоначально «Охотников за привидениями 2» планировали выпустить в июле 1989 года. Затем было решено перенести дату на июнь во избежание конкуренции с «Бэтменом». Премьерный показ состоялся 15 июня 1989 года в китайском театре Граумана, а после в Голливуд Палладиуме прошла вечеринка со сбором средств. Все собранные деньги были пожертвованы в медицинский центр Святого Иоанна.

### Критика
Джин Сискел назвал сиквел ужасной копией оригинальной кинокартины, а роман Мюррэя и Уивер затянул весь хронометраж. Создатели фильма, особенно сценаристы, не пытались сделать что-то новое; выглядело так, словно они использовали первый черновик сценария при съёмках. Роджер Эберт назвал «Охотников за привидениями 2» разочарованием и прямо заявил: «Это не комедия». В газете Los Angeles Times Шейла Бенсон писала, что сиквел превзошёл оригинал, и похвалила актёрскую игру Макникола. Она подчеркнула, что в фильме присутствуют шутки, которые могут оттолкнуть аудиторию, и что взаимосвязь между актёрами оказалась всеохватывающей. Также журналистка отмечала замечательный саундтрек и впечатляющие спецэффекты. Однако Бенсон критиковала сюжетную линию про отношения Мюррэя и Уивер, причём больше всего им подходят образы соперников, чем любовников.
Обозреватель Винсент Кэнби из The New York Times посчитал, что лента получилась смешной, но не своеобразной. По его мнению, в сюжете отсутствует глубина, но общий тон остался очень весёлым. Игра Макникола оказалась самой забавной в фильме. Редакция Variety отмечала, что детям может понравиться слизь и другие элементы визуальной составляющей, а взрослым — остроумные диалоги. Критик Хэл Хинсон из The Washington Post сказал, что элементы комедии оказались вполне успешными и что, хотя второй фильм оказался «большим и тупым и неуклюжим» как первый, в сиквел внесли большую долю индивидуальности. Ранее Хинсон считал сиквелы независимыми, но «Охотники за привидениями 2» выглядят лучше, особенно когда создателям фильма хватило ума поэкспериментировать с исходным материалом. Рецензент критиковал отсутствие интриг в фильме и развитие повествования, но хвалил комедийный образ Мюррэя.

## Продукция
Киномерчандайзинг считался довольно новой концепцией, возникшей в основном благодаря успеху кинофраншизы «Звёздных войн». Мерчандайзинг «Охотников за привидениями 2» не увенчался успехом; игрушки в первую очередь плохо продавались до того момента, когда появился мультсериал «Настоящие охотники за привидениями». Сиквелы воспринимались как наиболее яркая перспектива, так как они были основаны на известных персонажах. Одновременно с фильмом было выпущено более 24 игрушек, в частности водяные пистолеты, разноцветные слизи, раскраски, комиксы и коробки из-под завтраков. Согласно опросу 15 000 ретейлеров, фигурки героев «Охотников за привидениями» заняли пятое место по объёму продаж игрушек за период рождественских праздников 1989 года. Около 2,8 миллиона языков-свистулек под названием «Ghostblaster» было выпущено в 3100 ресторанах сети Hardee's. В июне 1989 года партия игрушек была отозвана из-за того, что дети проглатывали их маленькие батарейки.
После премьеры фильма было выпущено несколько видеоигр; Ghostbusters II (1989) на PC, Ghostbusters II (1990) под издательством Activision на платформе NES и New Ghostbusters II (1990) на Nintendo Game Boy. Также New Ghostbusters II был выпущен на NES в Европе и Японии, но не в Америке, так как правами на игру владел Activision.
Продукция «Охотников за привидениями 2» включала в себя набор фигурок от Playmobil и модель Ectomobile 1A. Настольная игра, Ghostbusters: The Board Game II, была выпущено в 2017 году компанией Cryptozoic Entertainment. По правилам игры игрок поручает Охотникам за привидениями сразиться с Виго и его помощниками. На создание игры было собрано свыше 700 000 долларов. На фестивале Halloween Horror Nights 2019 в Голливудском парке аттракционов Universal был представлен проклятый лабиринт по мотивам фильма. Посетители мероприятия увидели локации, персонажей, призраков и братьев Сколери.